# Strata SE1
Strata (nebo celým názvem Strata SE1, původně Castle House nebo také The Razor (holicí strojek), nebo posměšně Isengard[zdroj?]) je 147 metrů vysoký mrakodrap v Londýně. Byl navržen podle holicího strojku.[zdroj?] Strata byla postavena v letech 2007–2010. Po mrakodrapu Shard je druhou nejvyšší budovou londýnského Southwarku a nejvyšší budovou jeho části Elephant and Castle. Budova má 43 pater, byla navržena společností BFLS a nacházejí se v ní byty. Na 39. patře byla umístěna vyhlídka Sky Lobby.
Na místě dnešní Straty stála dříve šestipatrová kancelářská budova Castle House ze 60. let 20. století. Ta byla zbořena v roce 2005, Strata se začala stavět v roce 2007. Plné výšky dosáhla v červnu 2009. Tři devítimetrového větrné turbíny byly nainstalovány v květnu 2010. Díky větrným turbínám a nezvyklému ztvárnění, které mělo stavbě snížit spotřebu energií až o 13–15 % oproti britským standardům, byla budova posměšně označována jako nejošklivější v zemi, nebo také podle stavby Isengard z trilogie Pána prstenů. V roce 2014 se však v anketě oblíbenosti nových londýnských budov umístila v horní polovině.
Šlo o první budovu, u které byly větrné turbíny navrženy jako integrální součást budovy. Předpokládalo se, že turbíny pokryjí asi 8 % spotřeby elektrické energie budovy. Turbíny však nejsou používány z důvodu hluku a vibrací, které při svém provozu způsobovaly. Někteří architekti je proto označují jako příklad greenwashingu.